# Карл Август Петер Корнелијус
Карл Август Петер Корнелијус (Мајнц, 24. децембар 1824 — Мајнц, 26. октобар 1874) био је немачки композитор и музички критичар, стриц сликара Петера Јозефа фон Корнелијуса.

## Биографија
Карл Август Петер Корнелијус је рођен 24. децембра 1824. године у Мајнцу који у то време био део Великог војводства Хесен у саставу Немачке конфедерације.
У почетку глумац, па виолиниста у позоришном оркестру у Мајнцу, преселио се касније у Берлин код свог стрица, тада већ познатог сликара Петера Јозефа фон Корнелијуса. У Берлину је од 1844. до 1846. године учио композицију код С. В. Дена. Године 1851, писао је запажене музичке критике у берлинским часописима Echo и Modespiegel. Стричевим посредовањем упознао је и Франца Листа те се придружио његовом кругу у Вајмару, где је живио од 1853. до 1858. године. Тих година Лист је извео Корнелијусово ремек-дело, комичну оперу „Багдадски берберин”. Због закулисних сплетака изведба се претворила у скандал, ради којег је Лист дао оставку на своје дужности у Вајмару и нешто касније напустио тај град. У периоду од
1859. до 1864. године Корнелијус је живио у Бечу, а затим се преселио у Минхен. У Минхену је предавао реторику и композицију на Високој музичкој школи.
Изразити вокални композитор, Корнелијус је најбоље од себе дао у делима за музичко позориште и у соло-песмама. Његов „Багдадски берберин”, духовит и лирски изворан, свакако је једна од најуспешнијих немачких комичних опера пре Вагнерових „Мајстора певача из Нирнберга”. У минијатурама за глас и клавир Корнелијус је нашао лични израз интимне љупкости и помало наивне ведрине. Његово најпопуларније дело те врсте
је збирка „Weihnachtslieder”. Текстове за своје композиције често је сам писао очитујући много песничког талента.
Карл Август Петер Корнелијус је преминуо у родном Мајцу 26. октобра 1874. године, који је тада био у саставу Немачког царства, у својих непуних 50 година.

## Дела
Свеукупна Корнелијусова дела објавило је предузеће Breitkopf & Hartel у V тома (1905—1906). Исто предузеће издало је и уметникове књижевне радове, укључујући и препеве
(у IV тома). Године 1874, објављена кратка Корнелијусова аутобиографија.

### Опере
- Der Barbier von Bagdad, 1858. (1877. године поново су ово дело инструментовали Ф. Мотл и Х. Леви);
- Der Cid, 1865. (1891. године поново је ово дело инструментовао Х. Леви);
- Gunlöd (недовршена; 1905. године довршио ју је В. вон Бауснерн на темељу композиторских скица).

### Хорске композиције
Бројне соло-песме, међу њима
циклуси:
- Vater unser, 1854;
- Trauer und Trost, 1854;
- Brautlieder, 1856;
- Weihnachtslieder, 1856;
- An Bertha, 1865.

### Остала дела
- Stabat mater, миса за хор и оркестар (1849);
- Seele vergiss sie nicht, реквијем (1872).